# Bronce de Alcántara

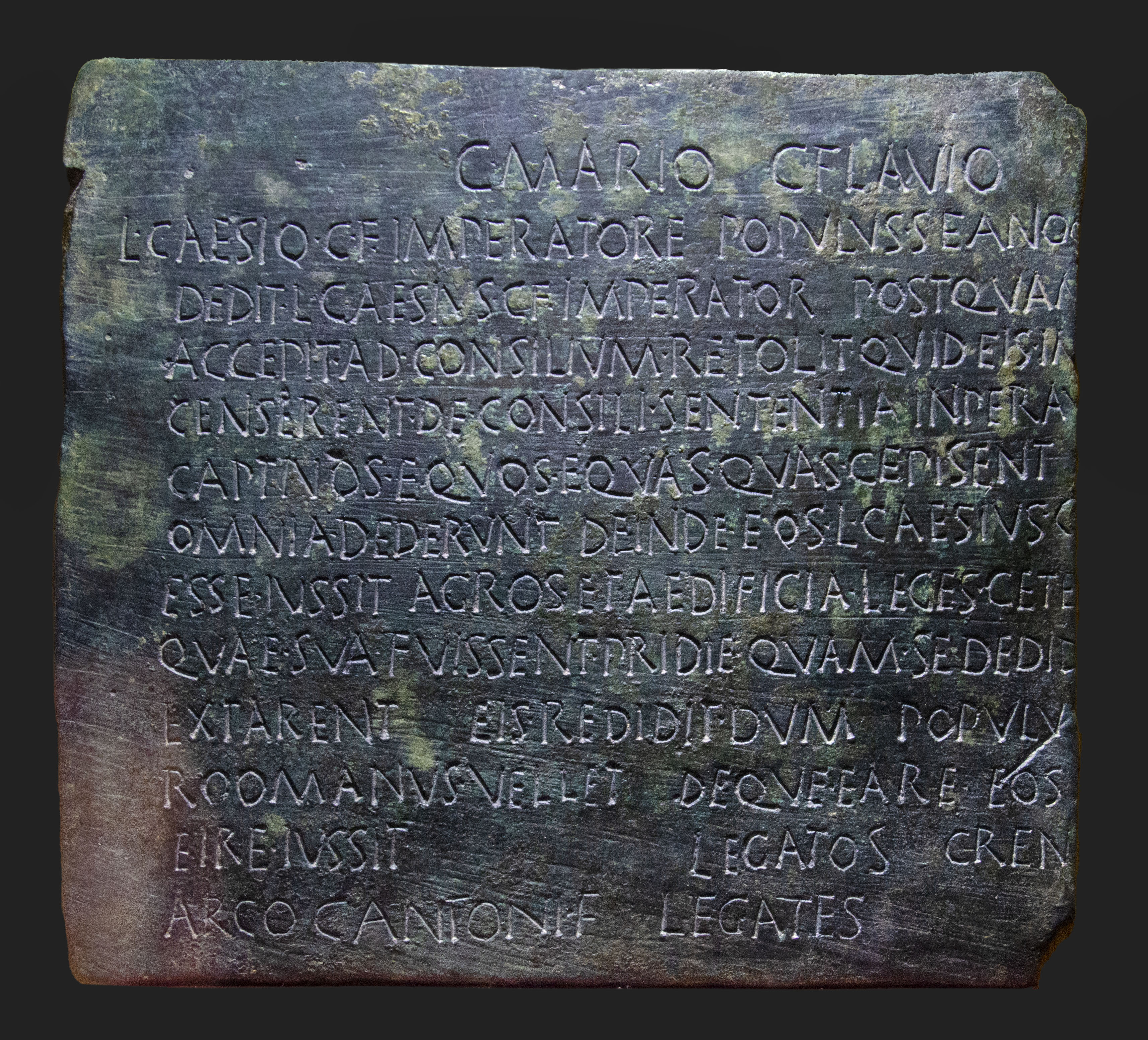
Tabula Alcantarensis

El bronce de Alcántara (Tabula Alcantarensis) es una placa en bronce con inscripción en latín del año 104 a. C., hallada en la finca de Castillejo de la Orden, dentro del término municipal español de Alcántara, en la provincia de Cáceres. Recoge la rendición incondicional ("deditio") ante los romanos del pueblo indígena de los seanocos, que habitaban el castro de Villasviejas en una zona intermedia entre el territorio de los lusitanos y el de los vetones. Se conserva en el Museo de Cáceres.
La placa está en perfecto estado aunque aparece mutilada verticalmente en la derecha. Actualmente mide 215 mm de largo por 19,3 mm de alto y pesa 1722 g. Las letras miden 8-10 mm de alto.

## Transcripción del texto en latín
La transcripción es:
C. MARIO C. FLAVIO
L. CAESIO. C. F. IMPERATORE POPULUS. SEANO.[
DEDIT. L. CAESIUS. C. F. IMPERATOR POSTQUAM[
ACCEPIT. AD. CONSILIUM. RETOLIT. QUID. EIS.IM[
CENSERENT. DE. CONSILI. SENTENTIA. INPERAV[
CAPTIVOS. EQUOS. EQUAS. QUAS. CEPISENT[
OMNIA.DEDERUNT.DEINDE EOS.L.CAESIUS.C.[F.
ESSE. IUSSIT. AGROS. ET.AEDIFICIA.LEGES.CETE[RA
QUAE. SUA. FUISSENT. PRIDIE QUAM. SE. DEDID[ERUNT
EXTARENT EIS. REDIDIT. DUM POPULUS[
ROOMANUS. VELLET DEQUE. EA RE EOS [
EIRE. IUSSIT LEGATOS CREN[
ARCO CANTONI. F LEGATES

## Traducción del texto en castellano
La traducción es: 
(datación)
En el Consulado de Cayo Mario y Cayo Flavio.
(deditio)
A Lucio Cesio, hijo de Cayo, imperator, el pueblo de los Seano
se rindió. 
(procedimiento subsiguiente)
Lucio Cesio, hijo de Cayo, imperator, después que 
hubo aceptado preguntó al consejo lo que consideraba adecuado exigirles.
(decreto(s) del gobernador)
A partir del dictamen del consejo, exigió los prisioneros, 
los caballos y las yeguas que hubieran cogido. 
Lo entregaron todo. Después Lucio Cesio, hijo de Cayo, determinó
que quedaran como estaban los campos y las construcciones;
las leyes y las demás cosas que hubieran tenido hasta el día de la rendición; se las devolvió 
para que siguieran en uso mientras el pueblo romano quisiera.
(notificación del decreto a través de legados)
Y en relación con este asunto les ordenó a los legados que fueran (...?) 
(nombre de los legados)
Crenio y Arco, hijos de Cantono, (actuaron como) legados.

## Comentarios
El Bronce de Alcántara, también llamado Deditio de Alcántara, que actualmente se conserva en el Museo de Cáceres, fue encontrada el año 1983 en el interior del recinto amurallado de un poblado prerromano, posiblemente vetón o lusitano, llamado Castillejo de Villavieja, antigua finca de la Orden de Alcántara, situado a unos 7 km al sudoeste de Alcántara, en el terreno circundado por un profundo meandro encajado del río Jartín, afluente del río Tajo por su margen izquierda. El Castillejo de Villavieja o de la Orden está situado en un lugar estratégico, pudiendo apreciarse en la fotografía aérea un posible vado en el río Tajo a unos 2 km de distancia de este enclave, que podría haber facilitado la expansión de los lusitanos hacia el sureste antes de la construcción del puente de Alcántara.
El bronce se encuentra en perfecto estado de conservación; pero el epígrafe aparece fragmentado en sentido vertical en su parte derecha. Esto hace que la palabra SEANO que identifica al pueblo que ocupaba el castro se encuentre partida, con lo cual desconocemos el nombre completo y, además, no tenemos tampoco referencias en las fuentes sobre la base de este gentilicio.

El documento contiene el acto de rendición del pueblo de los seanos al gobernador de la Ulterior Lucio Caesio, durante el consulado de Cayo Mario y Cayo Flavio Fimbria, ratificando la dominación romana en la zona del Tajo en 104 a. C. bien patente desde mediados de este siglo. El final de Viriato en 139 a. C. habría significado el dominio romano por toda Lusitania y Vettonia situadas al sur del Tajo, no obstante, la sumisión de los pueblos lusitanos debió seguir un proceso bastante lento debido a sus continuas rebeliones posteriores.

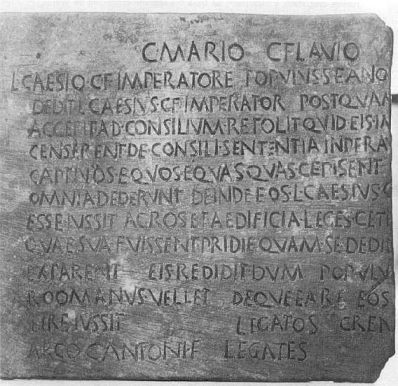
Bronce de Alcántara.

Cabe la posibilidad de que el "populus Seano" no se limite solo a los habitantes del oppidum donde se encontraba el documento, sino que incluyera además a todos los poblados fortificados que aparecen en la zona más inmediata alrededor del Castillejo de Villavieja de la Orden situados en las empinados Riberos de las márgenes del Tajo y de su encajada red fluvial subsidiaria.
La relativa importancia de los testimonios materiales transmitidos y el protagonismo del populus de los Seano en el documento permiten suponer que se trataba de un grupo humano medianamente importante, que debería encontrarse entre las comunidades lusitanas contribuyentes a la construcción dos siglos después del puente romano de Alcántara y citadas en las inscripciones perdidas de esta obra pública.
Las excavaciones arqueológicas realizadas en el lugar del hallazgo han descubierto parcialmente la planta de un poblado, con varios recintos amurallados y un tipo de urbanismo con viviendas de planta rectangular, zócalos de pizarras y cubiertas vegetales amalgamadas con arcillas. Los estudios realizados con los materiales numismáticos y de sus dos necrópolis nos indican que el oppidum estuvo habitado desde el siglo IV a. C. hasta la época de Julio César, siendo abandonado al crearse los primeros núcleos urbanos como el de la Colonia Norba Caesarina, actual Cáceres, y posteriormente repoblado de modo circunstancial a finales del Bajo Imperio.